# Cellaria rigida
Cellaria rigida är en mossdjursart som beskrevs av William MacGillivray 1885. Cellaria rigida ingår i släktet Cellaria och familjen Cellariidae. Inga underarter finns listade i Catalogue of Life.